# Jalal Mirzayev
Jalal Mirzayev (en azerí: Cəlal Sabir oğlu Mirzəyev; Masally, Unión Soviética, 17 de octubre de 1977) es un diplomático, jurista, embajador extraordinario y plenipotenciario de la República de Azerbaiyán ante la República de Indonesia (2019-2024).

## Biografía
Mirzayev se unió al Ministerio de Asuntos Exteriores de Azerbaiyán en 1999. Sirvió en la Misión Permanente de Azerbaiyán ante las Naciones Unidas en Nueva York de 2001 a 2003, y en la Misión de Azerbaiyán ante la Organización del Tratado del Atlántico Norte (OTAN) en Bruselas de 2003 a  2005. Se incorporó al Primer Departamento Territorial (Occidental) del Ministerio de Relaciones Exteriores de Azerbaiyán en 2005, antes de ser nombrado Primer Secretario de la Embajada de Azerbaiyán en Malasia en 2007. Regresó al Primer Departamento Territorial (Occidental) del Ministerio de Relaciones Exteriores de Azerbaiyán en 2009 como Jefe de División. Mirzayev también se desempeñó como Representante Permanente Adjunto ante el Consejo de Europa en Estrasburgo de 2011 a 2015, y luego asumió el cargo de Jefe Adjunto del Departamento de las Américas del Ministerio de Relaciones Exteriores de Azerbaiyán en octubre de 2015. Se desempeñó como Encargado de Negocios  en los Países Bajos desde septiembre de 2017 hasta su nombramiento como embajador en Indonesia en septiembre de 2019. También se ha desempeñado como embajador ante la ASEAN desde 2020.
Mirzayev tiene una Maestría en Artes en Relaciones Internacionales de la Universidad Estatal de Bakú.  Está casado, tiene tres hijos y habla inglés, francés y ruso.